# Osservatorio europeo delle droghe e delle tossicodipendenze
L'Osservatorio europeo delle droghe e delle tossicodipendenze (OEDT, in inglese EMCDDA) è un'agenzia dell'Unione europea. È stata fondata nel 1993 e ha sede a Lisbona, in Portogallo.
È il centro di informazione sulle droghe dell'Unione europea. Raccoglie, analizza e divulga informazioni, rivolgendosi in particolare ai politici dei paesi membri.
La più importante fonte di materiale per l'agenzia è la "rete Reitox", una serie di centri con sedi presso la Commissione europea, i 27 paesi membri, quelli candidati e la Norvegia.
Pubblica una Relazione annuale sull'evoluzione del fenomeno della droga nell'Unione Europea.
L'attuale direttore è Wolfgang Götz.